# HD 2421
HD 2421，又名BD+43 92，SAO 36390、HR 104，是一颗恒星，视星等为5.17，位于銀經118.57，銀緯-18.28，其B1900.0坐标为赤經0h 22m 51.1s，赤緯+43° -18.28′ 29″。